# Albert Helsengreen
Frederik Albert Helsengreen (født 3. januar 1854 i København, død 5. januar 1943 på Frederiksberg) var en dansk skuespiller og teaterdirektør.
Helsengreen var søn af skuespiller Frederik Helsengreen og bror til Emil Helsengreen. Han var gift med skuespiller Agnes Mathilde Hou, som han fik sønnen skuespilleren Gunnar Helsengreen med.
Han fik sin debut på scenen i 1872 med monologen En mand der har været i byen på Casinoteatret i København. Fra 1873-1876 var han tilknyttet det danske teater i Bergen, og 1887-1899 var han en del af ensemblet på Det Kongelige Teater. I forbindelse med sit guldbryllup i 1929 skænkede han et legat til Dansk Skuespillerforbund, der uddeles årligt til ældre scenekunstnere.
Albert Helsengreen medvirkede i en enkelt spillefilm, Mellem Storbyens Artister fra 1912. Han er begravet på Frederiksberg Ældre Kirkegård.